# Zworzec
Zworzec (ukr. Зворець) – wieś na Ukrainie, w obwodzie lwowskim, w rejonie samborskim (wcześniej w rejonie turczańskim). Liczy około 226 mieszkańców. Pierwsza wzmianka o miejscowości pochodzi z 1560 r.

## Ważniejsze obiekty
- Cerkiew Zwiastowania Najświętszej Marii Panny w Zworcu z 1814 r.[potrzebny przypis]